# 滇西凤仙花
滇西凤仙花（学名：Impatiens forestii）为凤仙花科凤仙花属的植物。分布在缅甸以及中国大陆的云南、四川等地，生长于海拔2,600米的地区，一般生于山谷阴湿处以及溪旁，目前尚未由人工引种栽培。